# Columbus (centre commercial)
Pour les articles homonymes, voir Colombus.
Le centre commercial Columbus (anglais : Columbus kauppakeskus) est un centre commercial situé dans le quartier de Vuosaari à Helsinki en Finlande.

## Présentation
Construit a proximité de la tour Cirrus et de la station de métro de Vuosaari, le centre commercial abrite, entre-autres, K-Supermarket, S-market, Jysk, Tokmanni, Alko, R-kioski, Lindex, Suomalainen Kirjakauppa, Hesburger, Subway et Chico’s.
Achevé en août 1996, le centre a une surface totale de plus de 20 000 m2.
En 2020, il a accueilli 5,7 millions de visiteurs.

## Galerie

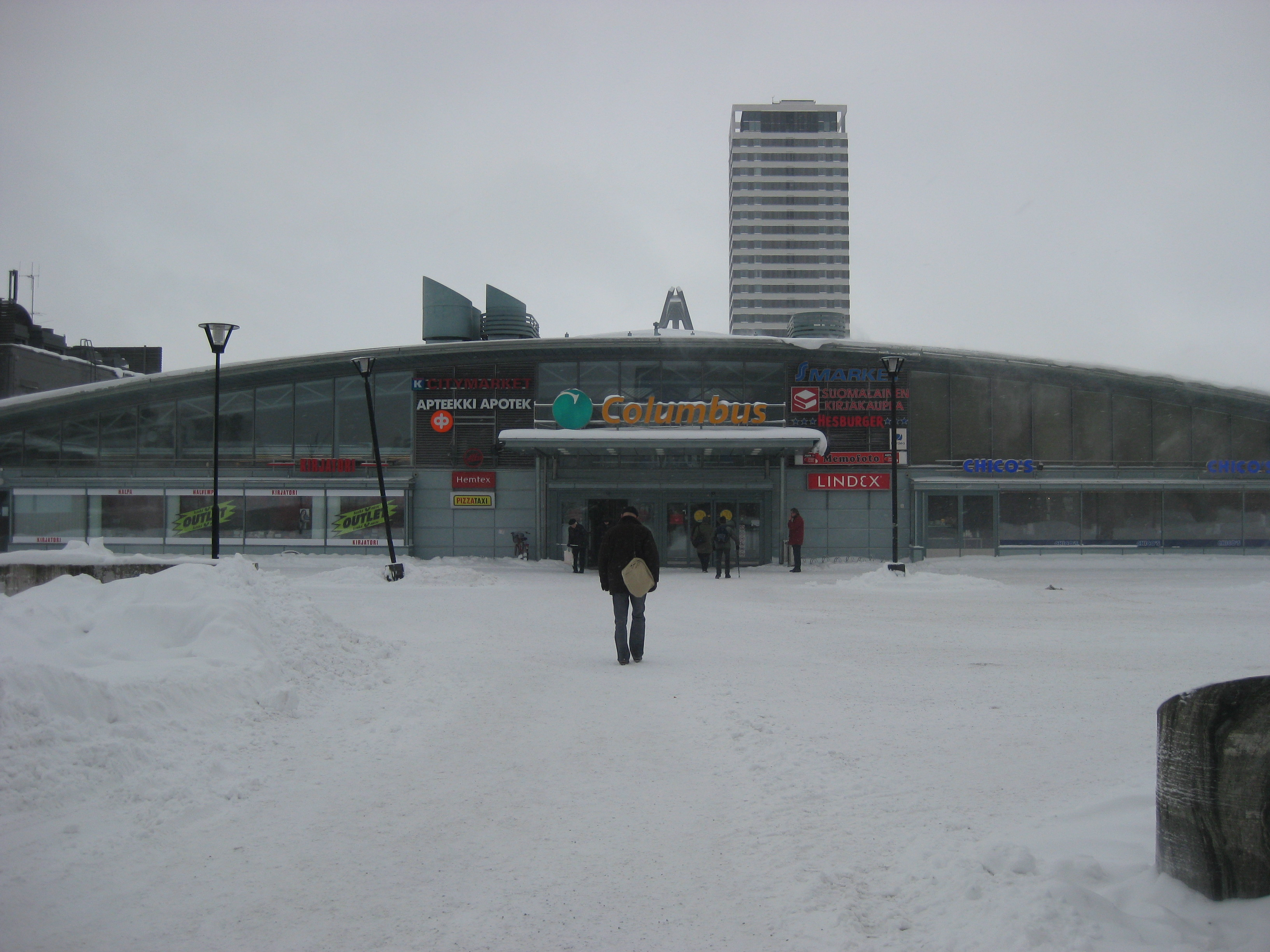
Entrée nord.
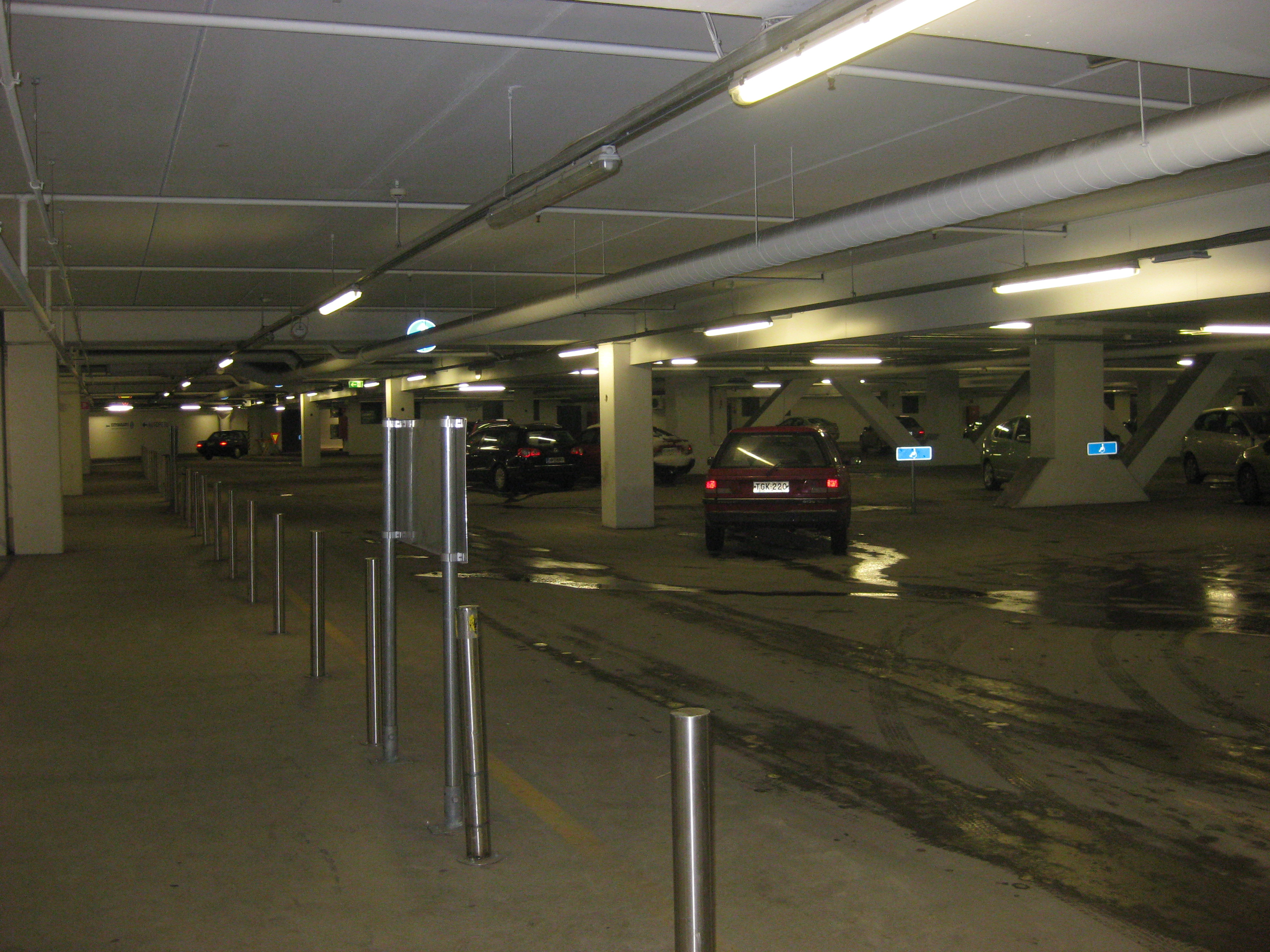
Stationnement.
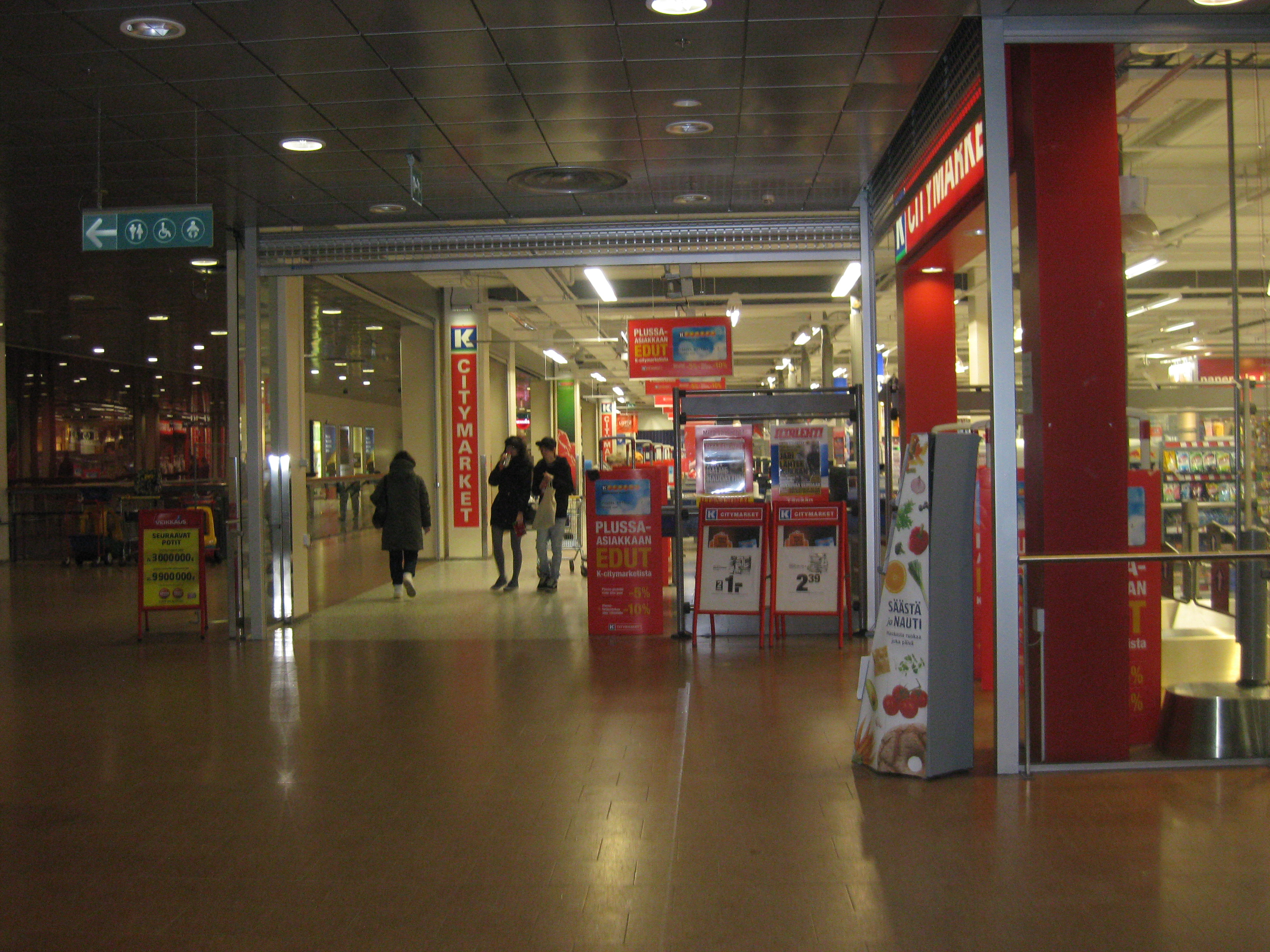
K-Supermarket
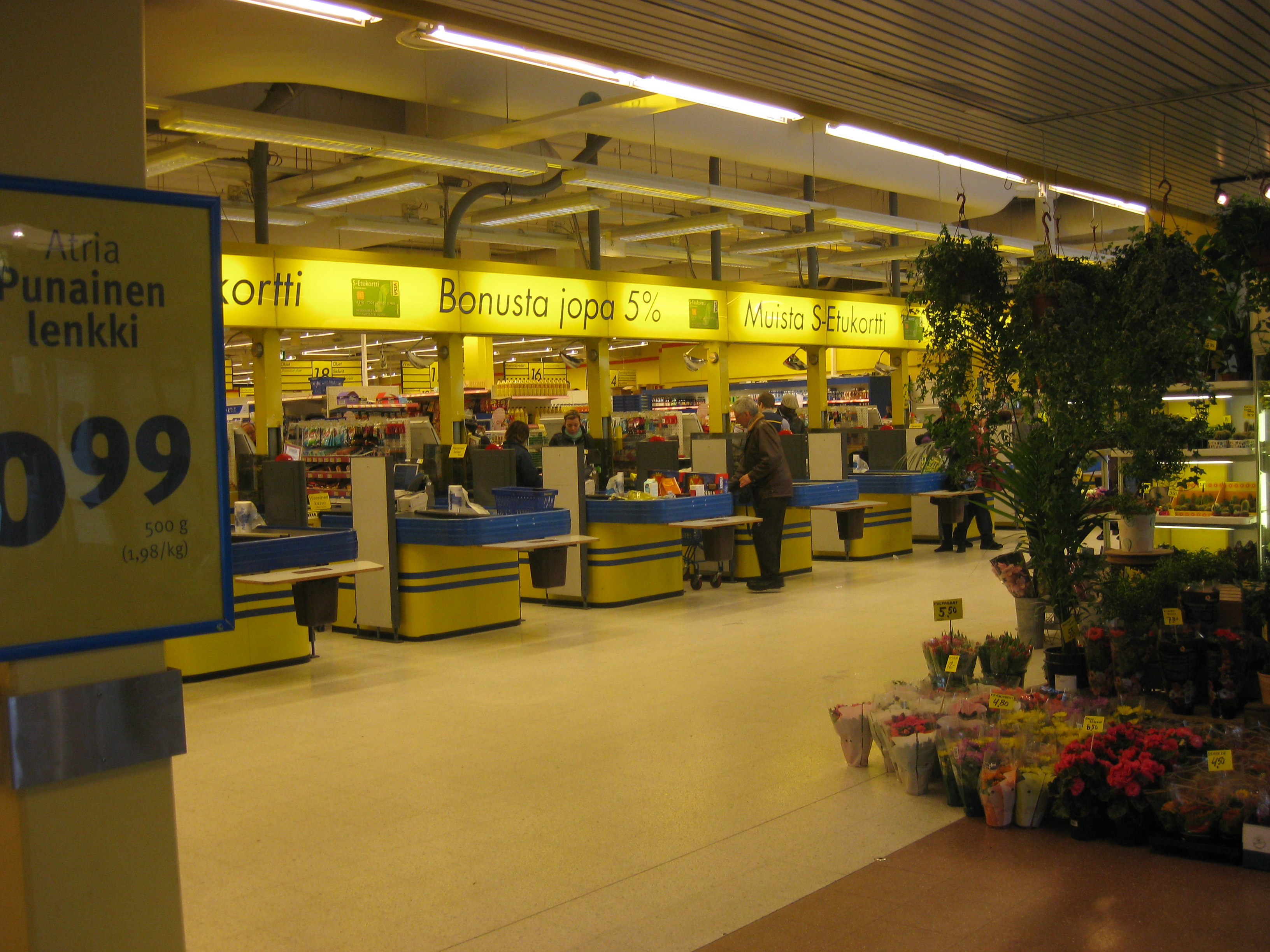
S-market
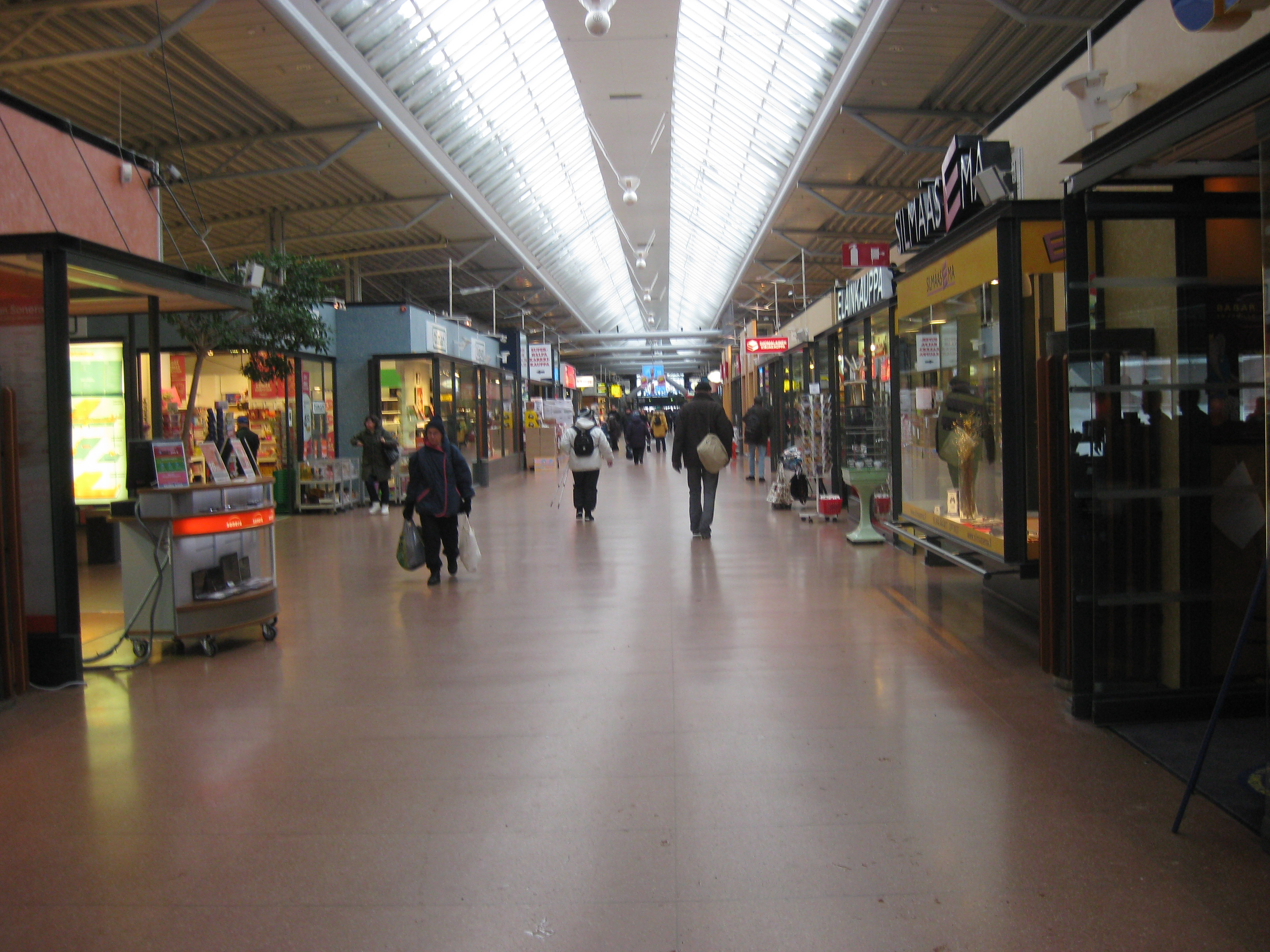
Columbus vu du nord.
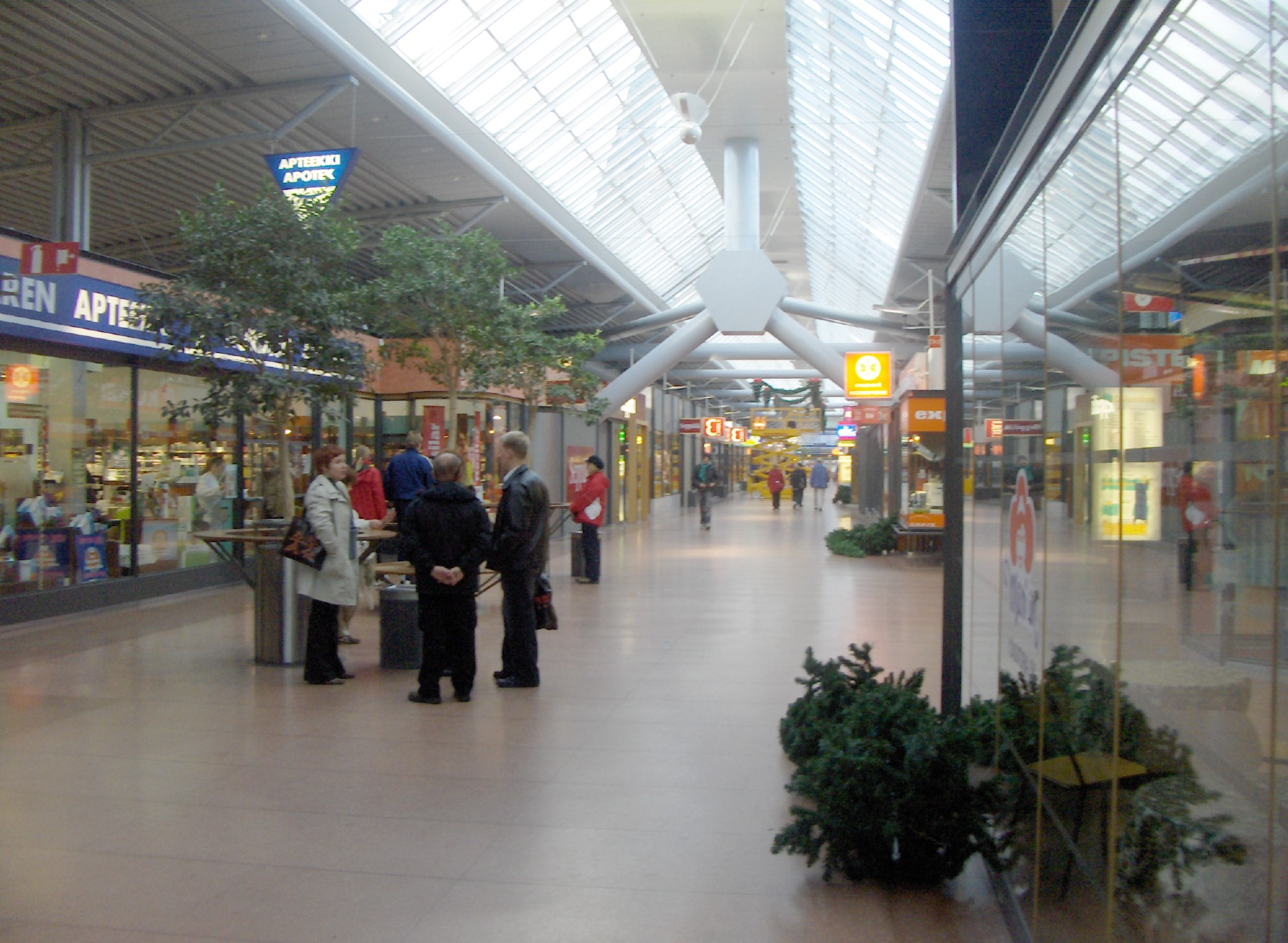